# M/A/R/R/S
M|A|R|R|S (wie es auf den Schallplattencovern steht) oder M/A/R/R/S (eine graphische Variante) war ein britisches House-Musikprojekt aus dem Jahre 1987, das lediglich eine einzige Single, Pump Up the Volume, veröffentlichte. Dieses Stück erreichte Platz 1 in den englischen Charts sowie Top-10-Platzierungen in den Verkaufshitparaden anderer europäischer Länder und gilt insoweit als bahnbrechend, als es die erste kommerziell erfolgreiche Sampling-Platte war. Sie zog als erste ihrer Art Rechtsstreitigkeiten bezüglich der Legalität des Sampling nach sich.

## Bandgeschichte
M|A|R|R|S war eine einmalige Zusammenarbeit der Indie-Gruppe A R Kane (auch A.R. Kane geschrieben) (Alex Ayuli und Rudi Tambala) und der Elektronikband Colourbox (Martyn Young, Steve Young und Lorita Grahame), die bei derselben Plattenfirma (4AD) unter Vertrag waren. Ergänzt wurden sie durch die beiden DJs CJ Mackintosh und Dave Dorrell, die für die Scratching-Passagen verantwortlich waren, sowie John Fryer für das Sampling. In der endgültigen Fassung der Platte waren jedoch die Tonspuren von A R Kane nicht mit abgemischt, was die Bereitschaft der Band auf eine Fortsetzung des Projekts minimierte. Im Anschluss wollten Colourbox alleine unter dem Namen M|A|R|R|S veröffentlichen. Da sie jedoch nicht gewillt waren, A R Kanes Namensrechte an M|A|R|R|S für 100.000 Pfund zu erwerben, blieb es bei Pump Up the Volume als einzigem Werk.

## Bandname
Der Name M|A|R|R|S setzt sich aus den Anfangsbuchstaben von fünf ihrer Mitglieder zusammen: Martyn Young (Colourbox), Alex Ayuli (A R Kane), Rudi Tambala (A R Kane), Russel (aus dem A R Kane-Umkreis), Steven Young (Colourbox).

## SinglePump Up the Volume
Die Zusammenarbeit beider Bands resultierte in zwei Stücken: Pump Up the Volume, ursprünglich als Instrumental von Colourbox eingespielt und danach von A R Kane mit (später gelöschten) Gitarrenriffs ergänzt, und Anitina (The First Time I See She Dance) von A.R. Kane, welches Colourbox mit Drum-Machine-Rhythmen unterlegten. Obwohl die Single in Großbritannien offiziell eine Doppel-A-Seite war, erlangte nur Pump Up the Volume, nicht zuletzt dank des dazugehörigen Videoclips, die Aufmerksamkeit der Clubs, der Medien und der Käufer.
Pump Up the Volume wurde durch die beteiligten DJs mit Samples diverser anderer Musikstücke angereichert. Hervorzuheben sind dabei das Sample „Put the Needle on the Record“ aus dem Stück Put the Needle to the Record des Criminal Element Orchestra (Nr. 63 in den britischen Charts desselben Jahres), das Sample „You’re Gonna Get Yours“ aus einem Stück von Public Enemy, Samples aus Holy Ghost von den Bar-Kays und ein schneller gemachtes Sample von Dunya Yusin. Das Sample „Pump Up the Volume“ selbst wurde von Eric B. und Rakim entlehnt. Insbesondere „Put the Needle on the Record“ wurde in der Folge ein von anderen Künstlern gern verwendetes Sample.
Ein weiteres Sample aus dem Stück Roadblock des Produzententrios Stock Aitken Waterman sorgte dagegen für Rechtsstreitigkeiten, weil Stock Aitken Waterman die nichtautorisierte Benutzung ihres geistigen Eigentums nicht dulden wollten. Da Sampling zu dieser Zeit keine übliche Verfahrensweise war, war die Rechtslage unklar. Die Auslieferung in britische Plattenläden wurde während der Verhandlungen zur Bereinigung des Konflikts gestoppt, was Pump Up the Volume für eine Woche daran hinderte, die Nummer-eins-Position zu erklimmen, die von Stock Aitken Watermans Interpreten Rick Astley eingenommen wurde. Kritiker vermuteten, dass mit der Klageandrohung Astleys Hit Never Gonna Give You Up eine weitere Woche an der Spitze der Charts ermöglicht werden sollte. Der Kompromiss zwischen M|A|R|R|S und Stock Aitken Waterman bestand darin, dass in allen Ländern außerhalb Großbritanniens Pump Up the Volume ohne das Roadblock-Sample erschien. Später veröffentlichten Stock Aitken Waterman einen Remix eines ihrer eigenen Stücke, bei dem sie den kompletten Instrumentaltrack von Pump Up the Volume benutzten.

## Musikhistorischer Kontext
Obwohl Pump Up the Volume nicht die erste Platte war, die bearbeitete oder nichtbearbeitete Ausschnitte aus anderen Musikstücken verwendet hat, so war es doch die erste solche Veröffentlichung, die die Top 10 der Verkaufscharts erreichte und somit die Sampling-Technik einem Mainstream-Publikum bekannt machte. Gleichzeitig war es die erste Platte, bei der die rechtliche Bedeutung des Sampling thematisiert wurde. Frühere Sampling-Platten wie All You Need Is Love von den Justified Ancients of Mu Mu (später als The KLF erfolgreich) oder Say Kids, What Time Is It? von Coldcut waren zwar bei Plattenkritikern positiv aufgefallen, waren aber kommerziell nicht erfolgreich genug für den Sprung in die britischen Charts.
Vom Sampling abgesehen setzt der Instrumentaltrack von Pump Up the Volume eine Reihe von erfolgreichen House-Hits der Jahre 1986 und 1987 fort, insbesondere Love Can’t Turn Around von Farley "Jackmaster" Funk (Nr. 10 im Herbst 1986 in den UK-Charts) und Jack Your Body von Steve “Silk” Hurley (Nr. 1 Anfang 1987).
Pump Up the Volume ebnete den Weg für weitere Sampling-Platten in den folgenden Jahren, die zum Teil sehr erfolgreich waren: Beat Dis von Bomb the Bass (Nr. 2 im Februar 1988), Doctorin’ the House von Coldcut (Nr. 6 im März 1988), Theme from S’Express von S’Express (Nr. 1 im April 1988).
Der Titel fand Einzug in die musikalische Umrahmung des Films Meine Stiefmutter ist ein Alien mit Dan Aykroyd und Kim Basinger aus dem Jahre 1988.
Das Musikvideo wurde aus verschiedensten Sequenzen mit der Raumfahrt zusammenhängender Filmaufnahmen zusammengestellt.

## Diskografie

### Single
- Pump Up the Volume / Anitina (The First Time I See She Dance), 1987, 4AD Records AD 707 (Single)
- Pump Up the Volume / Anitina (The First Time I See She Dance), 1987, 4AD Records BAD 707 (Maxi-Single)
- Pump Up the Volume (Remix) / Anitina (The First Time I See She Dance) (Remix), 1987, 4AD Records BAD 707R (Maxi-Single)
- Pump Up the Volume (U. S. Remix), 1987, 4th & Broadway Records BWAY 452

### Coverversionen
- Greed feat. Ricardo Da Force, Pump Up the Volume, 1995 (UK #51)

### Parodien
- Star Turn, Pump Up the Bitter, 1988, Pacific Records
- Harry Enfield, Loadsamoney (Doin’ Up the House), 1988, Mercury Records (UK #4)